# کارن مورادیان
کارن مورادیان (ارمنی: Կարեն Մուրադյան؛ زادهٔ ۱ نوامبر ۱۹۹۲) یک بازیکن فوتبال اهل ارمنستان است.

## باشگاهی
از باشگاه‌هایی که در آن بازی کرده‌است می‌توان به باشگاه فوتبال شیراک و باشگاه فوتبال آلاشکرت اشاره کرد.

## آمار باشگاهی
| باشگاه  | فصل | لیگ    | لیگ  | جام حذفی | جام حذفی | Super Cup | Super Cup | اروپایی | اروپایی | مجموع  | مجموع |
| باشگاه  | فصل | حضورها | گل‌ها | حضورها   | گل‌ها     | حضورها    | گل‌ها      | حضورها  | گل‌ها    | حضورها | گل‌ها  |
| ------- | --- | ------ | ---- | -------- | -------- | --------- | --------- | ------- | ------- | ------ | ----- |
| شیراک   |     |        |      |          |          |           |           |         |         |        |       |
| ۲۰۱۱    | ۸   | ۰      | ۲    | ۰        | ۰        | ۰         | ۰         | ۰       | ۱۰      | ۰      |       |
| ۲۰۱۲–۱۳ | ۴۱  | ۱      | ۶    | ۰        | ۰        | ۰         | ۴         | ۰       | ۵۱      | ۱      |       |
| ۲۰۱۳–۱۴ | ۰   | ۰      | ۰    | ۰        | ۰        | ۰         | ۱         | ۰       | ۱       | ۰      |       |
| Total   | ۴۹  | ۱      | ۸    | ۰        | ۰        | ۰         | ۵         | ۰       | ۶۲      | ۱      |       |
| مجموعاً  |     | ۴۹     | ۱    | ۸        | ۰        | ۰         | ۰         | ۵       | ۰       | ۶۲     | ۱     |

## بازی ملی
وی همچنین در  زیر ۲۱ سال ارمنستان و تیم ملی فوتبال ارمنستان بازی کرده است. مورادیان نخستین بازی ملی خود را در تاریخ ۵ فوریه ۲۰۱۳ در ولانس، دروم، فرانسه در مقابل لوکزامبورگ انجام داده است.

## = باشگاهی
=
 شیراک
- جام استقلال ارمنستان (۱): ۲۰۱۱–۱۲
- جام استقلال ارمنستان نایب قهرمان (۱): ۲۰۱۱